# Menace (filme britânico de 1934)
Menace é um filme policial produzido no Reino Unido, dirigido por Adrian Brunel e lançado em 1934.